# Cojinete de empuje

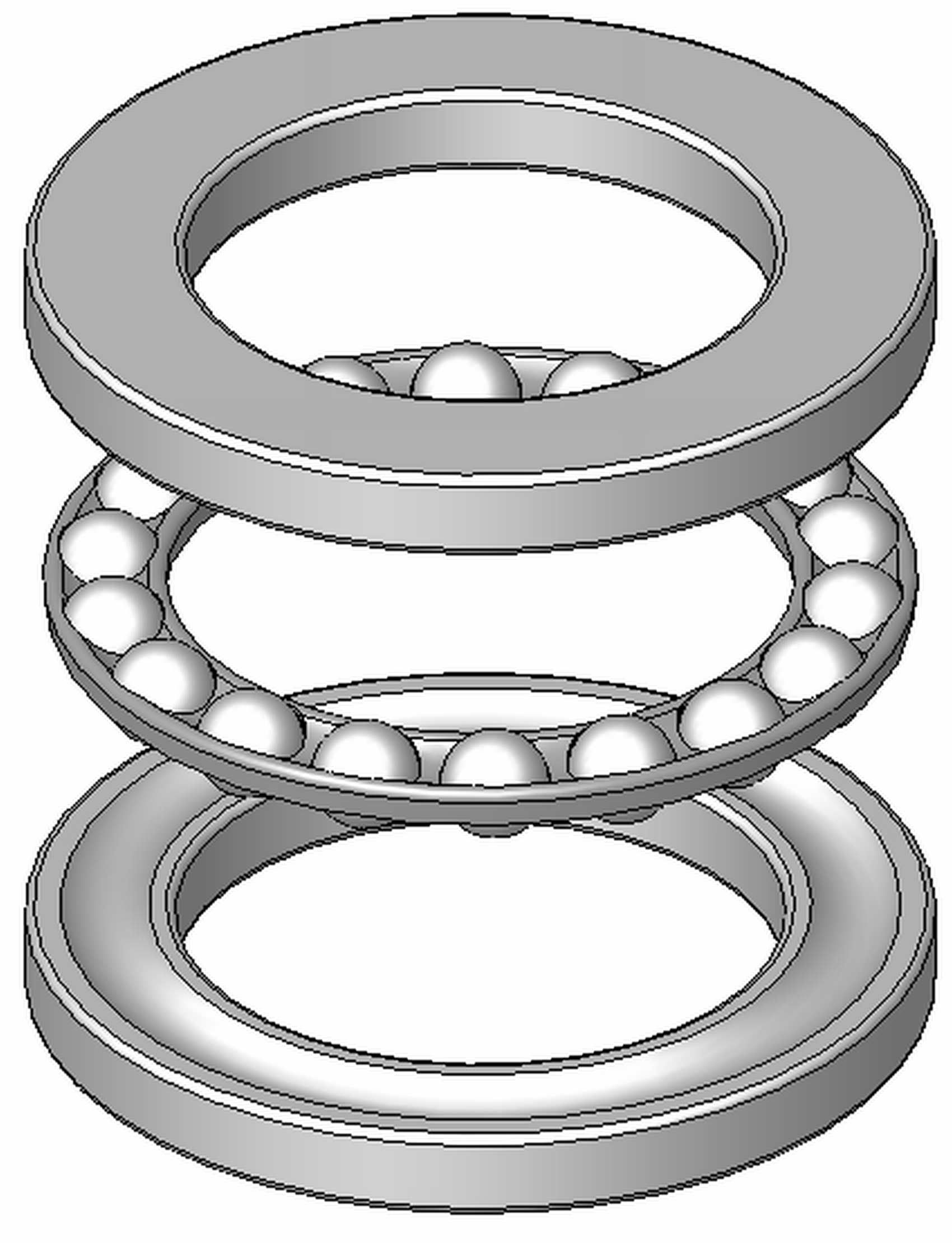
Un rodamiento de bolas de empuje

Un cojinete de empuje (también denominados cojinetes axiales) es un tipo particular de cojinete diseñado para soportar una carga predominantemente axial. Existen diseños tanto con rodillos internos (rodamientos propiamente dichos), como sin ellos (los cojinetes de película fluida o los magnéticos). 

## Tipos
Los cojinetes de empuje pueden ser de distintas clases:
- Los rodamientos axiales de bolas, compuestos de bolas apoyadas en un anillo, se pueden utilizar en aplicaciones de bajo empuje, donde hay poca carga axial.
- Los rodamientos axiales de rodillos cilíndricos consisten en pequeños rodillos cilíndricos dispuestos sobre un plano con sus ejes apuntando al eje del rodamiento. Dan muy buena capacidad de carga y son baratos, pero tienden a desgastarse debido a las diferencias en la velocidad radial y la fricción que es mayor que con los rodamientos de bolas.

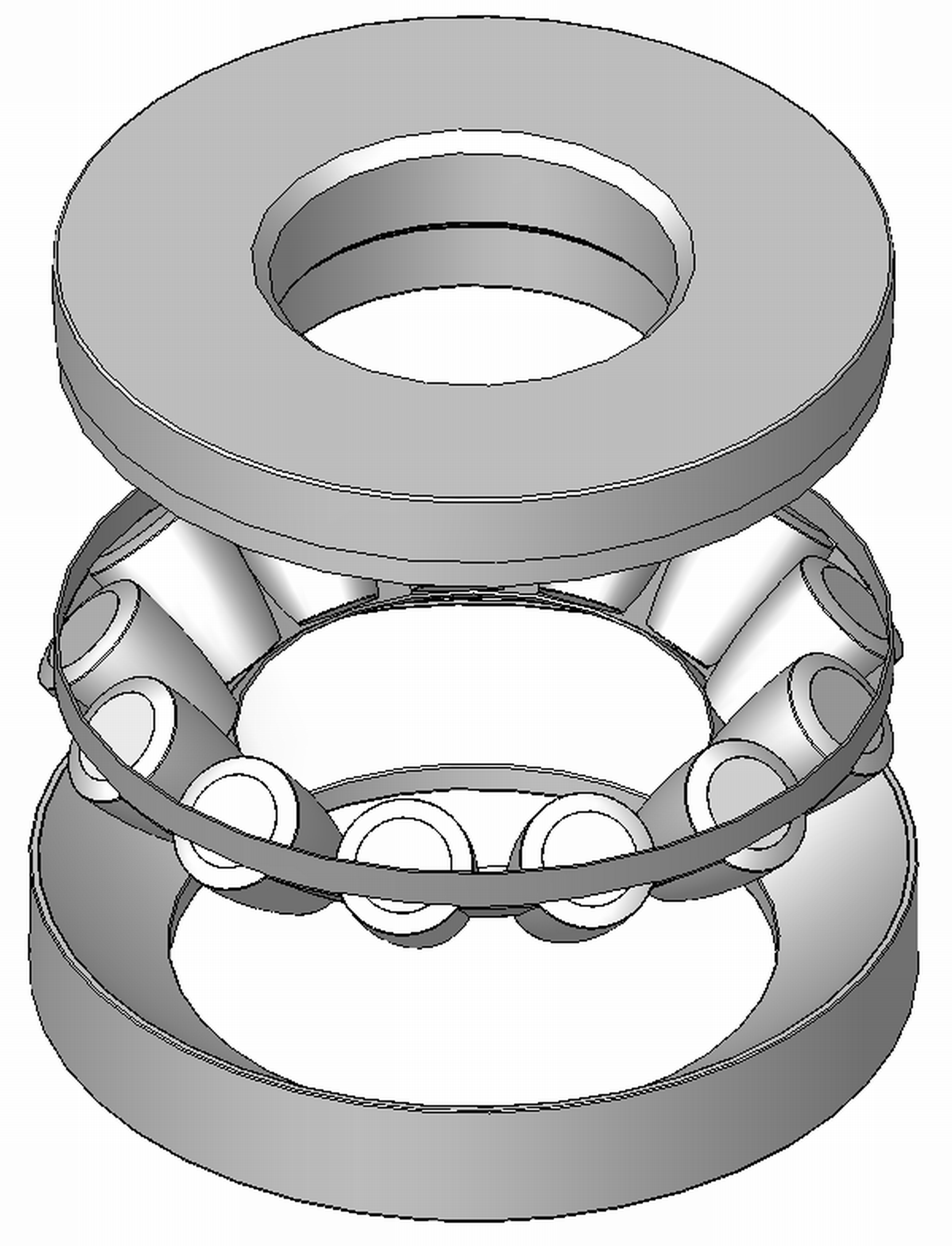
Un rodamiento de empuje de rodillos cónicos

- Los rodamientos de empuje de rodillos cónicos constan de pequeños rodillos cónicos dispuestos de modo que todos sus ejes converjan en un punto del eje del rodamiento. La longitud del rodillo y el diámetro de los extremos ancho y estrecho y el ángulo de los rodillos deben calcularse cuidadosamente para proporcionar la conicidad correcta de modo que cada extremo del rodillo ruede suavemente sobre la cara del rodamiento sin patinar. Estos son el tipo más comúnmente empleado en aplicaciones automotrices (para soportar las ruedas de un automóvil, por ejemplo), donde se usan en pares para acomodar el empuje axial en cualquier dirección, así como las cargas radiales. Pueden soportar mayores cargas de empuje que el tipo de bola debido al área de contacto más grande, pero son más costosos de fabricar.

- Los rodamientos de empuje de rodadura esférica utilizan rodillos con forma de barril asimétrico que ruedan sobre una pista de rodadura con forma interior esférica. Pueden adaptarse a cargas axiales y radiales combinadas y también a la desalineación de los ejes. A menudo se utilizan junto con rodamientos de rodadura esférica, diseñados para soportar principalmente cargas radiales. Los rodamientos axiales de rodadura esférica proporcionan la densidad de carga nominal más alta de todos los rodamientos axiales.[1]
- Los cojinetes de fluidos, donde el empuje axial se apoya en una capa delgada de líquido presurizado; generan un bajo arrastre.
- Los cojinetes magnéticos, donde el empuje axial se apoya en un campo magnético. Se utilizan cuando se necesitan velocidades muy altas o una resistencia muy baja, por ejemplo, en la centrifugadora Zippe.

Los rodamientos de empuje se utilizan comúnmente en aplicaciones automotrices, marinas y aeroespaciales. También se utilizan en los entronques de las palas del rotor principal y de cola de los modelos de helicópteros accionados por radiocontrol.
En automoción encuentran un amplio uso en los engranajes de avance de las cajas de cambios de los automóviles modernos. Aunque el diseño de los engranajes contribuye a suavizar y reducir el ruido en las operaciones de cambio de marcha, se generan fuerzas axiales que deben canalizarse adecuadamente. Otro tipo de cojinete de empuje empleado en automóviles con cambio convencional es el denominado "cojinete de liberación del embrague".
También se utilizan en la base de los mástiles de antenas de radio para que su peso pueda ser manejado sin problemas por el sistema de orientación.

## Cojinetes axiales de película fluida

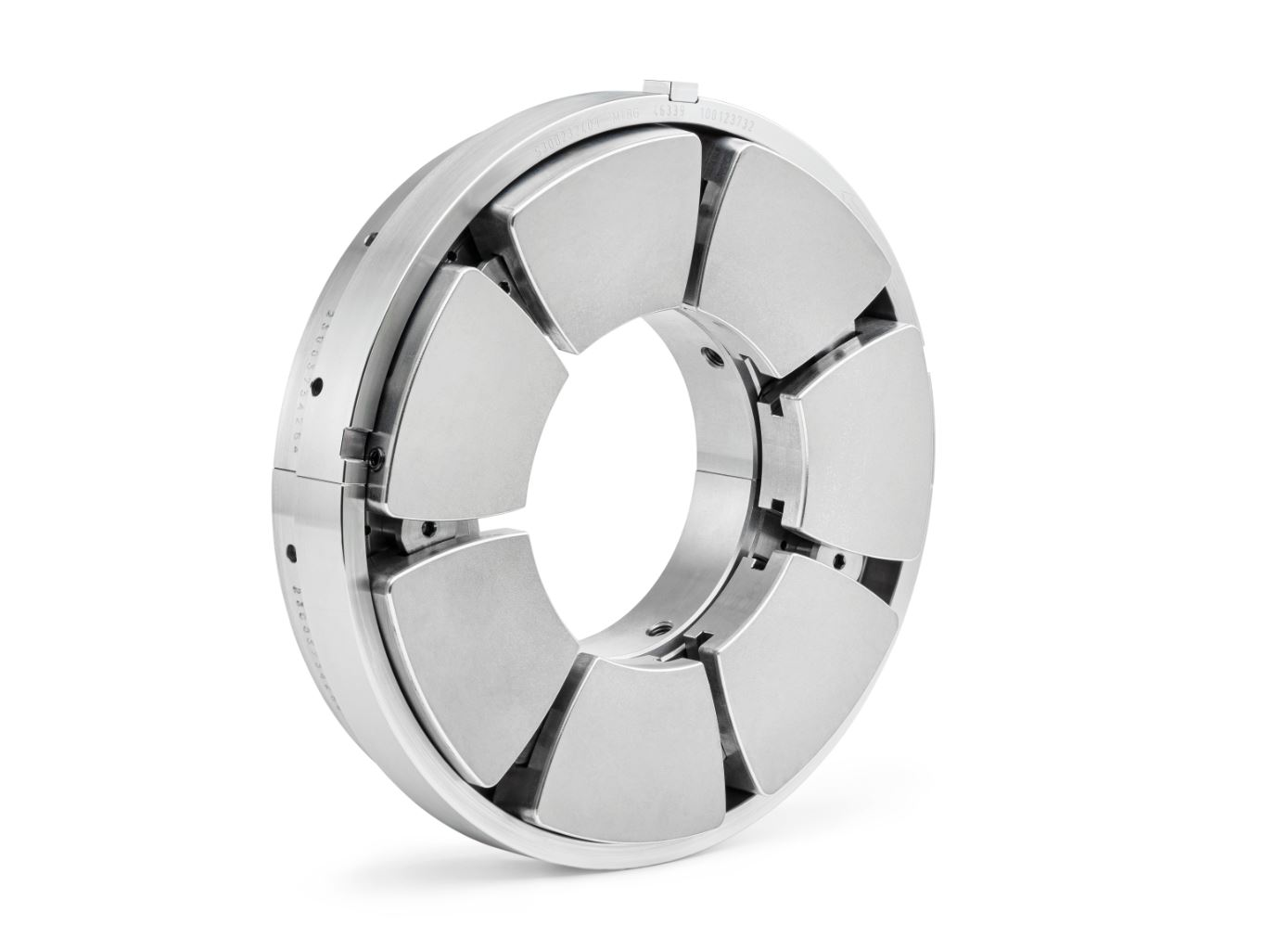
Cojinete axial de película fluida Miba

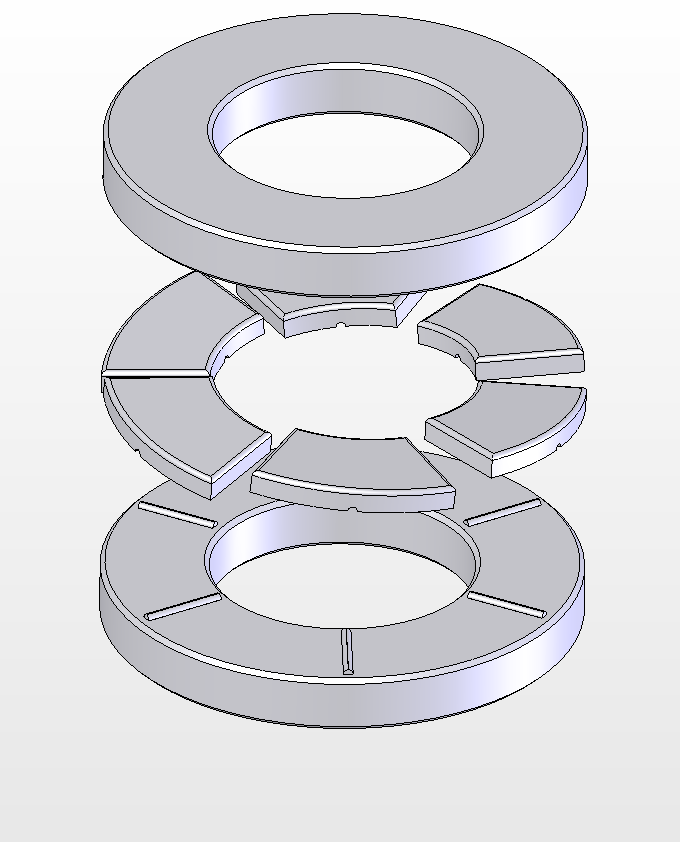
Vista despiezada de un cojinete de empuje tipo Michell. Se debe tener en cuenta que cada almohadilla con forma de sector puede pivotar sobre las crestas de la placa inferior

Los cojinetes axiales de película fluida fueron inventados por Albert Kingsbury, quien descubrió el principio en el curso de sus investigaciones sobre cojinetes y lubricación que comenzó en 1888 cuando era estudiante. Su primer rodamiento experimental se probó en 1904. Solicitó una patente en 1907 y se le otorgó en 1910. El primer rodamiento Kingsbury en un dispositivo hidroeléctrico, una de sus principales aplicaciones, se instaló en planta hidroeléctrica de Holtwood en 1912. Permanece en uso hasta hoy.
Los cojinetes de empuje fueron inventados de forma independiente por el ingeniero australiano Anthony Michell, quien patentó su invento en 1905.
Los cojinetes de empuje con fluido contienen una serie de almohadillas en forma de sector, dispuestas en un círculo alrededor del eje y que pueden pivotar libremente. Esta disposición crea regiones de aceite en forma de cuña dentro del rodamiento entre las pastillas y un disco giratorio, que soportan el empuje aplicado y eliminan el contacto metal con metal.
La invención de Kingsbury y Michell se aplicó notablemente al bloque de empuje en barcos. El pequeño tamaño (una décima parte del tamaño de los diseños de rodamientos antiguos), la baja fricción y la larga vida útil de la invención de Kingsbury y Michell hicieron posible el desarrollo de motores y hélices más potentes. Se utilizaron ampliamente en barcos construidos durante la Primera Guerra Mundial y se han convertido en el cojinete estándar utilizado en ejes de turbinas en barcos y plantas de energía en todo el mundo (véase también cojinete de fluido de Michell/Kingsbury).